# Klimov VK–1
A Klimov VK–1 (VK – Vlagyimir Klimov) az első nagy sorozatban gyártott szovjet gázturbinás sugárhajtómű, amelyet az angol Rolls–Royce Nene sugárhajtóműből fejlesztettek ki a Vlagyimir Jakovlevics Klimov vezetése alatt álló tervezőirodában. A MiG–15 és MiG–17 vadászrepülőgépekben, valamint az Il–28 bombázókban alkalmazták. Az első szovjet gázturbinás sugárhajtómű, amelyet utánégetővel is gyártottak.

## Története
A második világháború után a Szovjetunióban részben a Németországtól zsákmányolt hajtóművek, részben a Nagy-Britanniától vásárolt gázturbinás sugárhajtóművek alapjain indult el a sugárhajtóművek fejlesztése. A német típusok szovjet továbbfejlesztése nem váltotta be a hozzájuk fűzött reményeket. A munkáspárti angol kormányzat a kibontakozó hidegháború ellenére eladott a háború után a Szovjetuniónak többek között 40 db Rolls–Royce Nene I és II gázturbinás sugárhajtóművet, amelynek 1947-re elkészítették a szovjet másolatát és RD–45, illetve RD–45F típusjellel kisebb sorozatban gyártották is. A másik megvásárolt angolt típusnak, a Derwent V hajtóműnek pedig RD–500 néven készítették el a másolatát.
A VK–1 tervezése 1946 nyarán kezdődött el az OKB–117 tervezőirodában. A fejlesztés alapjául a Rolls–Royce Nene II szovjet másolata, az RD–45F szolgált, amely a korabeli szovjet gyártástechnológia korlátai miatt nem érte el a kívánt üzemi paramétereket. Célként a tolóerő 30%-os növelését tűzték ki. Ennek érdekében megnövelték az égéstér méretét, módosították a turbinalapátok geometriáját, valamint a fúvócsövet. A hajtómű tervei 1947-re készültek el, majd a prototípusokkal elkezdődtek a kísérletek. A hajtómű állami hatósági vizsgájára 1949 elején került sor, ennek eredményeként pedig döntés született a sorozatgyártásról.
A hajtómű sorozatgyártása először 16. sz. Állami Repülőgépgyárban (GAZ–16) indult el, majd hamarosan más üzemek is bekapcsolódtak (Permben és Ufában), amely a Szovjetunióban 1958-ig tartott.  Csehszlovákiában, Kínában és Lengyelországban licencgyártása is folyt. A külföldi változatokkal együtt összesen kb. 20 ezer db VK–1 készült. Ez a típus szolgált alapjául több továbbfejlesztett változatnak, a 30,4 kN tolóerejű VK–5, az utánégetővel 37,3 kN tolóerőt leadó VK–5F és a VK–7 típusú hajtóműveknek.

## Szerkezeti kialakítása és műszaki jellemzői
A VK–1 kétoldali beömlésű, centrifugálkompresszoros kialakítású. A centrifugálkompresszor miatt a hajtómű kedvezőtlenül nagyobb átmérőjű volt, mint a korabeli axiálkompresszoros hajtóművek, ezt valamelyest kompenzálta a kétoldali beömlés, valamint az, hogy egyetlen kompresszorfokozattal elő lehetett állítani a szükséges nyomásviszonyt, így tehát rövidebb géphossz adódott az axiális kompresszorokkal szerelt gázturbinákkal szemben. Ennek negatív kihatása volt a hajtóművet alkalmazó repülőgépekre, mert azok a hajtómű nagyobb helyigénye miatt áramlástanilag kedvezőtlenebb, vastagabb törzzsel készültek. 9 db csöves égéstérrel rendelkezik, amely mögött egyfokozatú turbina helyezkedik el. A VK–1F utánégetős  változatában a fúvócsőben az utánégető fúvókái kaptak helyet. A hajtómű 3 percig működhetett utánégetős üzemmódban. A VK–1 üzemidő-tartaléka az első sorozatoknál mindössze 100 üzemóra volt, ezt később 150, majd 200 üzemórára sikerült növelni.

## Típusváltozatok

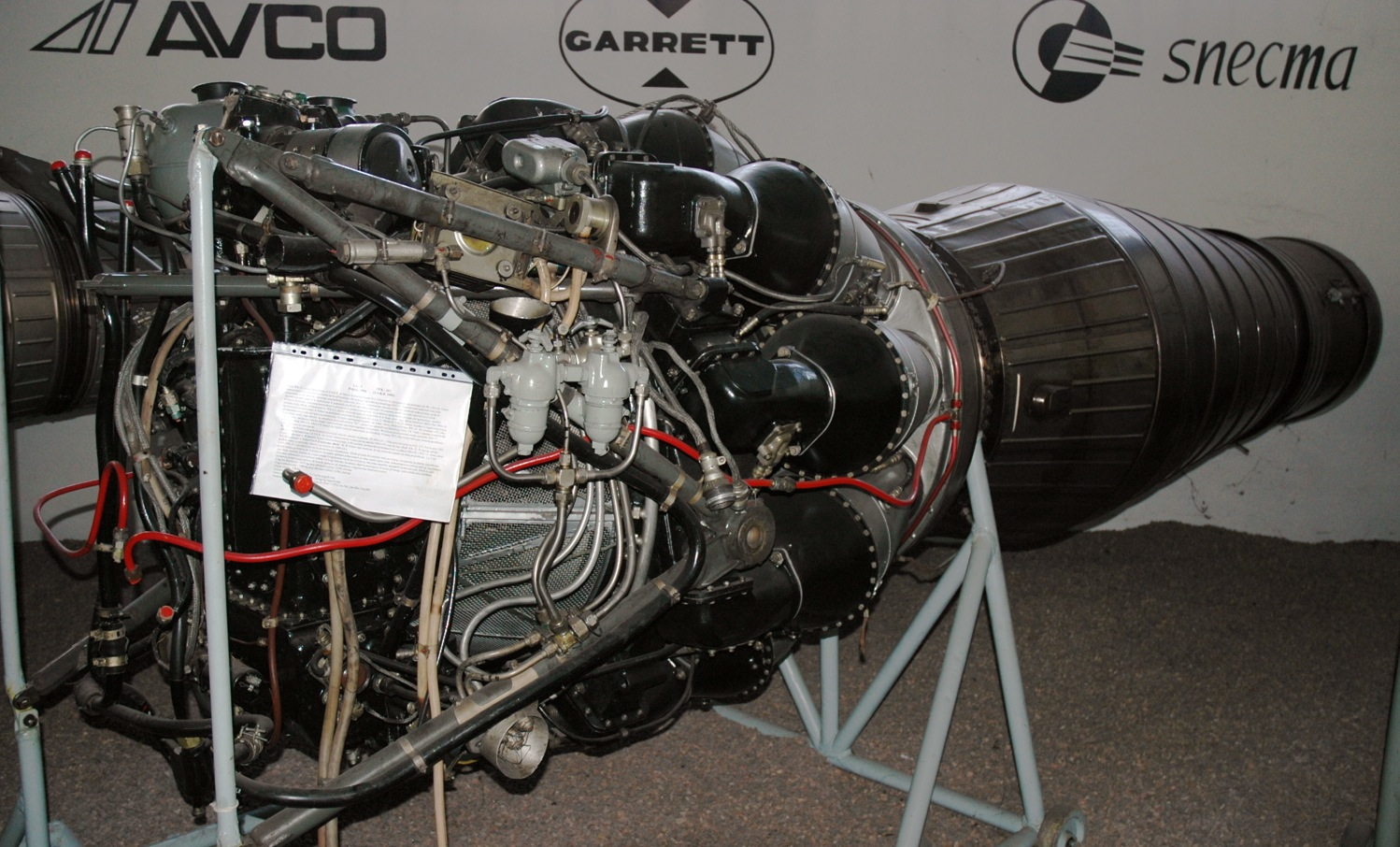
A VK–1F lengyel licenc-változata, a Lis–5

- VK–1 – az alapváltozat, amelyet a La–176, La–200, MiG–15bisz és Jak–50 repülőgépeken alkalmaztak,
- VK–1A – növelt üzemidejű változat, az üzemidőt először 150, majd 200 órára növelték,
- VK–1F – 1951-től gyártott, utánégetővel felszerelt változat, amelyet a MiG–17F és MiG–17PF vadászrepülőgépeken alkalmaztak,
- Lis–2 – a VK–1A Lengyelországban licenc alapján gyártott változata, amelyet a MiG–15bisz lengyel változatában, a Lim–2-n alkalmaztak (a Lis elnevezés a licencyjny silnik – „licenc hajtómű” – lengyel kifejezés rövidítése),
- Lis–5 – a VK–1F Lengyelországban, licenc alapján gyártott változata, amelyet a MiG–17F lengyel változatán, a Lim–5-ön alkalmaztak,
- Motorlet M06 – Csehszlovákiában, 1954-től gyártott licenc-változat,
- Motorlet M06F – a VK–1F csehszlovák licenc-változata, 1956-tól gyártották,
- WP–5 – a VK–1F Kínában 1956-tól gyártott változata, amelyet a MiG–17F kínai másolatán, a J–5 vadászrepülőgépen alkalmaztak,
- WP–5A – a VK–1A 1957-től gyártott kínai változata, amelyet az Il–28 bombázó kínai változatán, a H–5-n alkalmaztak.

## Műszaki adatok
- Hossz: 2640 mm
- Legnagyobb átmérő: 1273 mm
- Száraz tömeg: 872 kg
- Fajlagos üzemanyag-fogyasztás: 109,1 kg/kN·h
- Légnyelés: 48,2 kg/s
- Tolóerő: 26,5 kN (utánégetővel 33,16 kN)
- Fajlagos tolóerő: 41,4 N/kg

## Külső hivatkozások
- Klimov VK–1A gáturbinás sugárhajtómű a Szolnoki Repülőmúzeumban